# Пхонгсали (провинция)

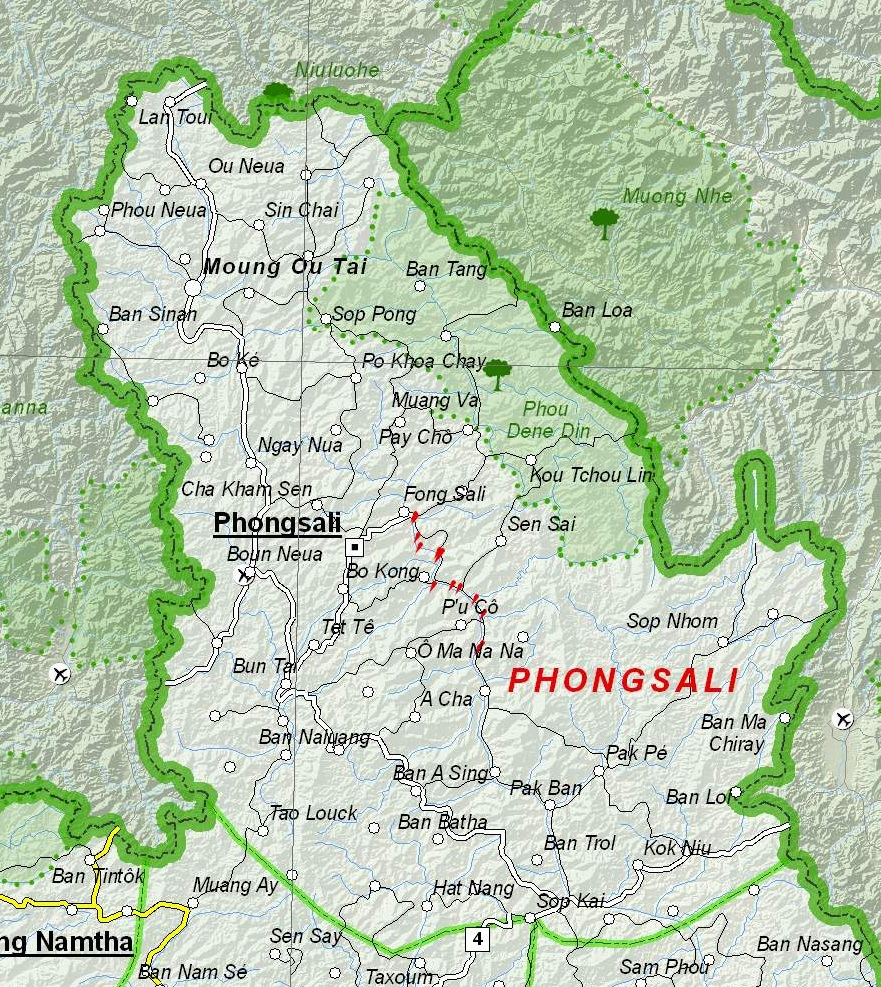
Карта провинции Пхонгсали

Пхонгсали (лаос. ຜົ້ງສາລີ) — провинция (кхвенг) на крайнем севере Лаоса. Расположена главным образом между китайской провинцией Юньнань и Вьетнамом. Административный центр — город Пхонгсали.

## География
Площадь провинции составляет 16 270 км²; около 77 % территории покрывают леса . Граничит с Китаем (на севере и западе), Вьетнамом (на востоке), а также с лаосскими провинциями Луангпхабанг (на юге) и Удомсай (на юго-западе). Средние высоты территории провинции изменяются от 450 до 1800 м над уровнем моря. Самая высокая точка — гора Пхудойчи (1842 метров). Климат Пхонгсали характеризуется как довольно прохладный. Из-за интенсивной торговли древесиной с Китаем многие районы провинции страдают от обезлесения.

## Население
По данным на 2015 год численность населения составляет 177 989 человек. В Пхонгсали проживают 13 различных этнических групп, характеризующихся своим собственным языком и обычаями. Языки национальных меньшинств относятся к тайской, тибето-бирманской и австроазиатской языковым семьям.
| 1995    | 1996    | 2005    | 2013    |
| ------- | ------- | ------- | ------- |
| 154 099 | 153 400 | 167 181 | 174 537 |

## Экономика
Основу экономики провинции составляет сельское хозяйство. Активно осуществляется торговля между провинцией и Китаем. Из Пхонгсали экспортируется преимущественно древесина, а из Китая импортируются различные виды товаров. Кроме того, в Пхонгсали имеется несколько предприятий, инвестируемых также преимущественно из Китая.

## Административное деление
В административном отношении провинция разделена на следующие районы:
1. Буннуа (2-05)
2. Бунтай (2-07)
3. Кхоа (2-03)
4. Май (2-02)
5. Гноту (2-06)
6. Пхонгсали (2-01)
7. Сампхан (2-04)